# سلیا سانچز
سلیا سانچز (۹ می ۱۹۲۰–۱۱ ژانویه ۱۹۸۰) انقلابی کوبایی، سیاستمدار، محقق و دوست نزدیک فیدل کاسترو و ارنستو چگوارا بود. وی پس از کودتای ۱۰ مارس ۱۹۵۲، به مبارزه علیه حکومت باتیستا پیوست. سانچز از موسسان جنبش ۲۶ ژوئیه و رهبرِ جوخه‌های جنگی در طول انقلاب کوبا بود. پس از انقلاب، سلیا تا آخرِ عمرش همراه با کاسترو ماند.